# Graskantenschaar

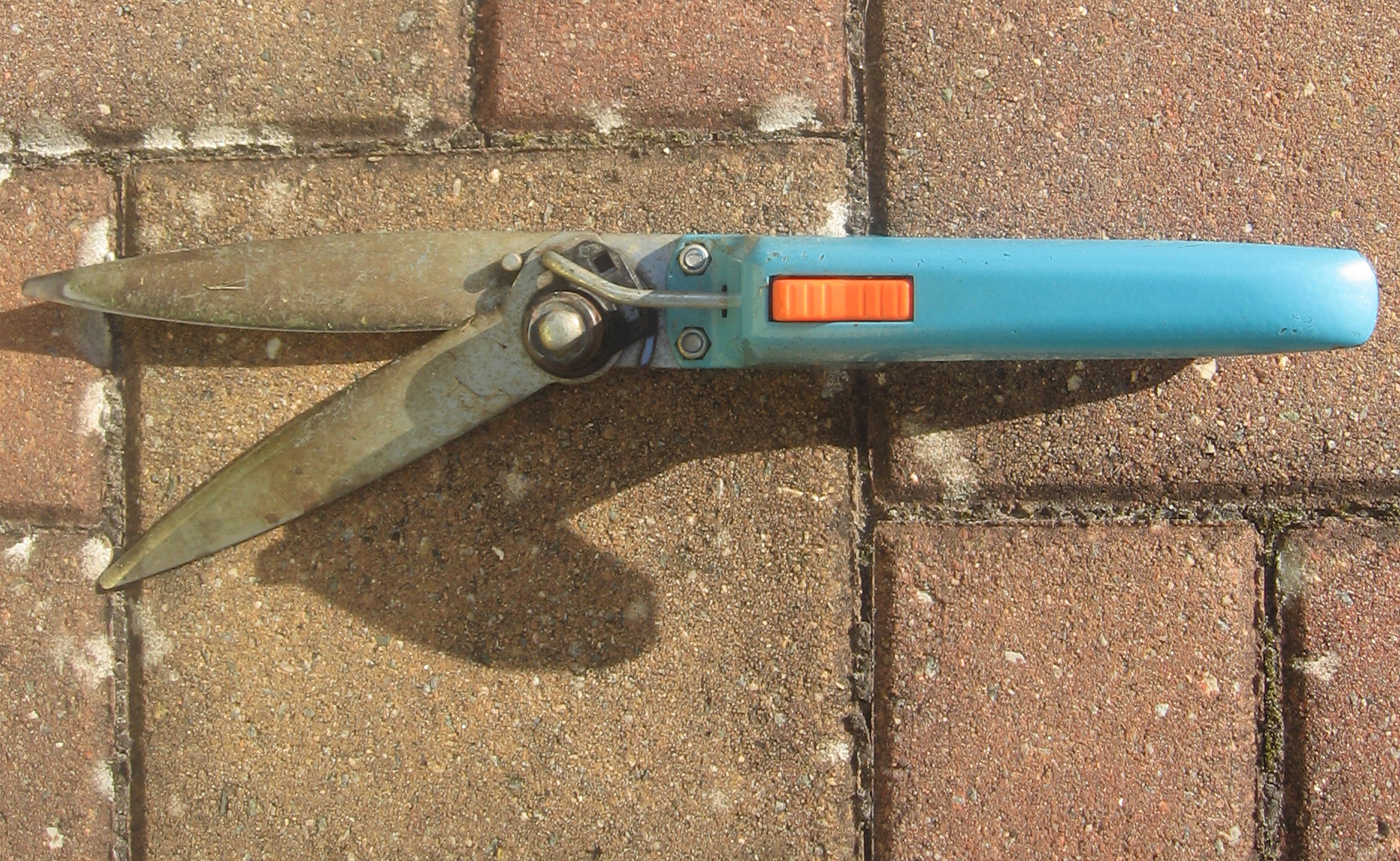
Een graskantenschaar

Een graskantenschaar is een stuk tuingereedschap dat speciaal bedoeld is om de randen van een gazon te knippen.
Doordat dit soort scharen een vast ondermes en een bewegend bovenmes heeft, wordt het knippen van graskanten aanzienlijk vergemakkelijkt. Het werken met een graskantenschaar gebeurt op de knieën of gehurkt. Met een zogenaamde loopschaar (grasschaar op steel), die een lange steel, en meestal haaks omgezette rvs messen heeft, is het mogelijk langdurig zonder vermoeidheid te werken in een rechtopstaande lichaamshouding. Er zijn ook graskantenscharen die door middel van een accu worden aangedreven. Deze zijn voorzien van een kleine messenbalk.
Een alternatieve manier om graskanten te knippen is door een trimmer op z’n kant te gebruiken. Bij aansluitende verharde paden of randen kan men vaak ook een grasmaaier gebruiken, waarbij dan één kant van de maaier over de verharding loopt.